# Bistum Tui-Vigo
Das Bistum Tui-Vigo (lateinisch Dioecesis Tudensis-Vicensis, galicisch Diocese de Tui-Vigo, spanisch Diócesis de Tuy-Vigo) ist eine in Spanien gelegene römisch-katholische Diözese mit Sitz in Tui.

## Geschichte
Das Bistum Tui-Vigo wurde im 6. Jahrhundert als Bistum Tui errichtet und dem Erzbistum Braga als Suffraganbistum unterstellt. Am 27. Februar 1120 wurde das Bistum Tui dem Erzbistum Santiago de Compostela als Suffraganbistum unterstellt. Das Bistum Tui wurde am 9. März 1959 in Bistum Tui-Vigo umbenannt.

## Weblinks

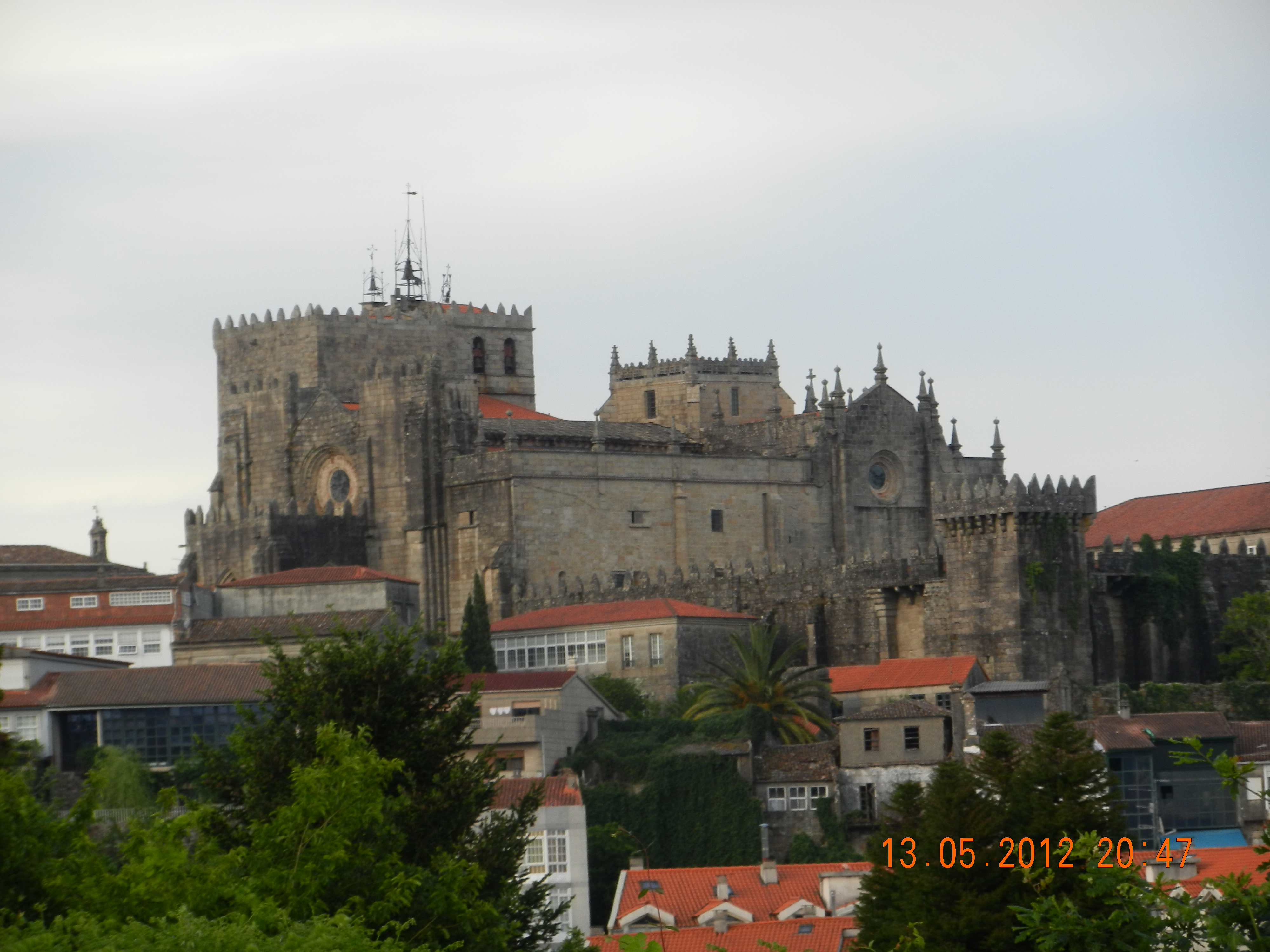
Kathedrale San Antón in Tui